# Bruno Rocher
Pour les articles homonymes, voir Rocher.
Bruno Rocher est un joueur de pétanque français né le 3 mars 1969 à La Ferté-Bernard (Sarthe). 

## Biographie
Il est droitier et se positionne en pointeur. Il est le père de Dylan Rocher, Guéven Rocher et Mendy Rocher.

## Clubs
- ?-? : Vélo-Sport Fertois (Sarthe)
- ?-2004 : PAC des Sources Le Mans (Sarthe)
- 2005- : Club Rocher Le Mans (Sarthe)

## Palmarès

### Jeunes

#### Championnats de France
Champion de France
- Triplette junior 1985 (avec Eric Germain et Franck Lureau) : Vélo-Sport Fertois[1],[2]

### Seniors

#### Championnats du Monde
Champion du Monde
- Triplette 2004 (avec Bruno Le Boursicaud, Michel Loy et Damien Hureau) :  Équipe de France

Finaliste
- Triplette 2003 (avec Bruno Le Boursicaud, Michel Loy et Damien Hureau) :  Équipe de France

Troisième
- Triplette 2005 (avec Bruno Le Boursicaud, Michel Loy et Damien Hureau) :  Équipe de France 2

#### Championnats de France
Champion de France
- Tête à Tête 1997 : PAC des Sources Le Mans
- Doublette 2002 (avec Bruno Le Boursicaud) : PAC des Sources Le Mans
- Triplette 2003 (avec Bruno Le Boursicaud et Julien Lamour) : PAC des Sources Le Mans
- Doublette 2005 (avec Bruno Le Boursicaud) : Club Rocher Le Mans

Finaliste
- Tête à Tête 1992 : PAC des Sources Le Mans
- Doublette 2004 (avec Bruno Le Boursicaud) : PAC des Sources Le Mans
- Triplette 2007 (avec Stéphane Robineau et Dylan Rocher): Club Rocher Le Mans
- Doublette 2012 (avec Cyrille Laurent) : Club Rocher Le Mans

#### Masters de pétanque
Vainqueur
- 2004 (avec Damien Hureau, Julien Lamour et Bruno Le Boursicaud) : Equipe Rocher

#### Trophée des villes
Vainqueur
- 2007 (avec Dylan Rocher, Stéphane Robineau et Guven Rocher) : Le Mans

#### Millau

##### Mondial de Millau (1993-2002)
Finaliste
- Triplette 1997 (avec Philippe Suchaud et Daniel Voisin)

##### Festival International de Pétanque de Millau (2016-)
Vainqueur
- Triplette 2017 (avec Dylan Rocher et Fabio Zeni)

Bol d'Or International de Genève
Vainqueur
- 2004 : Team Foyot (avec Jean-Marc Foyot, Bruno Le Boursicaud et Pascal Miléi)